# Российские фортификационные сооружения в период вторжения на Украину
Оборонительные сооружения в районе фронта на Украине и в приграничных регионах России начали возводить российские государственные и негосударственные военные формирования во второй половине 2022 года после успешных контрнаступлений Вооружённых сил Украины в Харьковской, Донецкой, Луганской и Херсонской областях в ходе отражения вторжения России на Украину. Поначалу единой оборонительной линии не существовало: в Донецкой и Луганской областях ЧВК «Вагнер» строила так называемую «линию Ва́гнера» или «линию Приго́жина», на левобережье Днепра в Херсонской области регулярная армия возводила так называемую «линию Сурови́кина», а в Белгородской и Курской областях местные власти создавали свои оборонительные рубежи. К маю 2023 года российская армия оборудовала линию оборонительных сооружений укрепления границы с Украиной в Белгородской области до Перекопского перешейка. Большинство сооружений появились после отступления российской армии из Херсона. В наиболее укреплённых районах в Запорожской области и на Крымском перешейке оборонительная линия состоит из трёх рубежей.
На российской территории оборонительная линия продолжается вдоль границы с Украиной в Белгородской, Курской и Брянской областях. С осени 2022 года Россия у северных границ Украины провела большой объём работ по созданию укрепрайонов и оборонительных сооружений. Несмотря на потраченные не менее 10 млрд рублей только в Белгородской области на создание масштабных оборонительных сооружений, Россия не может полностью предотвратить проникновение проукраинских формирований, совершающих рейды в РФ.

## Список линий

### «Линия Вагнера»
О строительстве «линии Вагнера» в тылу соединений ЧВК «Вагнер», ведущих бои за Бахмут, стало известно в сентябре 2022 года из материала РИА ФАН, принадлежащего владельцу одноимённой ЧВК Евгению Пригожину. Связанные со структурами Пригожина телеграм-каналы утверждали, что создание оборонительного рубежа было собственным решением ЧВК, а не инициативой российского военного руководства. Для работ были использованы расконсервированные быстроходные траншейные машины БМТ-3 с военных складов и привлечены частные российские компании.
К октябрю 2022 года было завершено около 1,6 км оборонительной линии из 2—4 рядов надолбов и траншей в районе города Горское. По информации российских СМИ, 217-километровую укреплённую линию планировалось протянуть от российской границы восточнее Луганска, вдоль Северского Донца на северо-запад до Кременной, затем на юг до Светлодарска, что примерно соответствует линии разграничения по состоянию на 2015 год. Однако на октябрь 2022 работ на оставшихся 215 км плановых укреплений не велось. Украинский военный эксперт Олег Жданов предположил, что строительство оборонительных рубежей застопорилось из-за дождей и что погода, вероятно, привела в негодность уже вырытые траншеи.

### «Линия Суровикина»
В конце ноября в российских СМИ появилась информация о так называемой «линии Суровикина» — фортификационных сооружениях на левобережье Днепра, куда российская армия отступила после освобождения Херсона силами ВСУ. Сообщалось, что она призвана защитить всё ещё занятую Россией часть Херсонской области и Крым. При этом данные разведки по открытым данным указывали, что оборонительные рубежи возводятся в глубоком тылу — на расстоянии 60 км от линии фронта.
Укрепления на этом участке включают четыре рубежа обороны общей протяжённостью 120 км, главным образом состоящие из окопов и вкопанных позиций для боевых машин. В районах, где рытьё окопов затруднено, например в центре Каховки и Новой Каховки, использованы сборные бетонные «бункеры». Оборона усилена минными заграждениями и естественными преградами — Днепром и каналами в Херсонской области. Как следует из открытых источников, российские укрепления предназначены для круговой обороны оккупированной части Херсонской области с суши и моря.
Активный участник войны на востоке Украины и бывший министр обороны ДНР Игорь Гиркин негативно высказывался о выбранной российскими властями стратегии затяжной позиционной войны и самой «линии Суровикина». По его оценке, при исключительной дороговизне возведения оборонительная линия будет малополезна в ситуации, когда армия сражается «по инерции» — без понимания долгосрочного планирования. Кроме того, она будет эффективна только при размещении крупного контингента войск — около 36 тысяч солдат.
К январю 2023 года, по данным британской военной разведки, было построено около 60 км окопов и траншей от Сватова до российской границы, которые комментаторы также отнесли к оборонительной «линии Суровикина». Вдоль защитной линии в районе Сватова планировалось развернуть подразделения 1-й гвардейской танковой армии РФ.
Контрнаступление ВСУ
В конце августа 2023 года после длительных и упорных боев вооруженные силы Украины (ВСУ) заняли село Работино, лежащее на внешнем контуре «линии Суровикина». 21 сентября 2023 года украинская бронетехника, Stryker, БМП Marder и БТР MaxxPro, впервые пересекла «линию Суровикина».

### В Брянской, Курской и Белгородской областях
Пригожин неоднократно высказывался о незащищённости приграничных регионов России и их неготовности к атакам со стороны ВСУ. Аналогичную повестку транслировали связанные с его структурами телеграм-каналы. При этом независимые военные аналитики ставили под сомнение саму вероятность вторжения Украины на территорию России. Институт изучения войны предполагал, что Пригожин пытался утвердиться в глазах Владимира Путина со своими проектами оборонительных рубежей в регионах России для защиты от несуществующей угрозы. В RAND строительство укреплений вдоль протяжённой сухопутной российско-украинской границы также сочли нецелесообразным с военной точки зрения, но подметили символическое значение оборонительного рубежа — демонстрацию заботы о безопасности жителей сопредельных с Украиной регионов России. При этом один из населённых пунктов остался «на передке».
Во второй половине октября 2022 года (после новостей о «линии Вагнера» на оккупированном востоке Украины) Пригожин заявил о строительстве линии укреплений в Белгородской области и развёртывании центров подготовки территориальной обороны. Глава ЧВК «Вагнера» пытался убедить местный бизнес направлять сотрудников на военное обучение и службу, но эта инициатива не получила ожидаемого отклика. Более того, намерения Пригожина за счёт местного бюджета построить фортификации стоимостью в несколько млрд рублей привели к конфликту с губернатором Вячеславом Гладковым, и проекты были заморожены. Собеседники Republic отмечали, что руководство региона подчеркнуло нежелание видеть ЧВК Пригожина в Белгородской области, так как Пригожин буквально зарабатывает на войне.
Параллельно Гладков публично заявил о строительстве в области фортификаций и подготовке ополченцев без участия компаний Пригожина. Укрепления губернатор назвал «засечной линией», проведя параллель с системой инженерных сооружений, которые в X—XVII веках защищали юг Руси от набегов крымских татар и ногайцев. Исследователь армии и ВПК Павел Лузин предполагал, что нежелание местных властей сотрудничать с Пригожиным могло быть связано с личным интересом, поскольку на строительстве укреплений работают местные заводы цемента и железобетонных изделий, обычно связанные с региональными чиновниками.
Власти Курской области также воздержались от совместных проектов с ЧВК «Вагнер» и занимались возведением собственных укреплений при участии Минобороны России и пограничной службы, а также анонсировали подготовку народной дружины «Патриот».
В феврале 2023 года власти Брянской области отчитались о создании опорных пунктов линии обороны на границе с Украиной. «Опыт Брянской области, без преувеличения, можно назвать передовым. В сверхсжатые сроки укрепили границу − мышь не проскочит», — заявлял тогда Андрей Турчак.

### Крым
На пляжах аннексированного Крыма к апрелю 2023 года вырыли десятки километров окопов для защиты от десанта. Укрепления соорудили в районах Медведевки, Витино и в других частях полуострова. Помимо окопов, вдоль побережья Чёрного моря установили противотанковые надолбы, рвы и артиллерийские орудия. Значительно укреплены позиции у Перекопского перешейка. Также ещё в ноябре 2022 года строились фортификации на границе с Херсонской областью.

## Оценки
Наличие противотанковых укреплений вынуждает противника менять направления атаки, а хорошо укреплённые рубежи требуют меньше личного состава и техники для обороны. Расположение линии укреплений за Северским Донцом усиливает её потенциал, поскольку наступающим силам придётся форсировать реку, что само по себе является сложной задачей. Однако реальная эффективность рубежей зависит от множества факторов, в том числе эшелонированности, артиллерии, размещения минных полей и прочего.
При относительной дешевизне «линии Вагнера» имеет ряд недостатков, которые ставят под вопрос её полезность. Известные участки «линии Вагнера» сооружены без соблюдения основных принципов строительства противотанковых преград. Надолбы не расположены в шахматном порядке, не врыты в землю (или не установлены на заглублённое бетонное основание), что позволит бронетехнике легче преодолеть их. Укрепления не замаскированы: они находятся на открытой местности, уязвимой для огня артиллерий и крупнокалиберных танковых орудий, и неоднократно попадали в материалы СМИ, а следовательно не станут неожиданностью для ВСУ, что снизит их оборонительный потенциал.
Подобные укрепления могут быть уничтожены сапёрами или прицельным огнём, а также сдвинуты танками. У Украины есть боевые машины разграждения для демонтажа оборонительных укреплений, в прессе появлялись сообщения о захвате подобной техники в ходе освобождения Херсона. Ранее Германия обязалась передать Украине пять машин разграждения Pionierpanzer 2A1 Dachs. Опыт войн XX века показывает, что наступающие могут просто обойти укрепления или прорвать их на узком участке: так, в ходе контрнаступления на Харьковском направлении силы ВСУ пошли на прорыв к северу от укреплённых районов, где численность российских войск была ниже.
Представители разведки Великобритании назвали российские позиции одной из самых обширных систем оборонительных сооружений в мире за всю историю наблюдений. Она может проходить через всю линию фронта от Крыма до Донбасса. По информации Royal United Services Institute, российская оборона состоит из трёх линий. Первая — расположена вдоль линии соприкосновения, на ней находятся боевые позиции пехоты с окопами в виде «лисьих нор». Затем идут несколько полос заграждений, состоящих из противотанковых рвов глубиной четыре и шириной шесть метров; рядов колючей проволоки и «зубов дракона». Каждая из этих полос имеет ширину от 700 метров до километра. В совокупности они создают полностью простреливаемую глубину обороны до 5 километров. Далее расположена вторая линия обороны, состоящая из стандартных траншей и множества бетонных огневых точек. За ней следует третья, где, помимо боевых позиций, расположены скрытые резервы и вырытые в земле боевые укрытия для военной техники.
По оценкам военного аналитика Роба Ли, фортификационные сооружения России, позволившие остановить контрнаступление Украины летом 2023 года, включают лабиринты из бетона, а также качественно возведённые защитные позиции в виде лесополосы.